# James McCay
James Whiteside McCay (ur. 21 grudnia 1864 w Ballynure, zm. 1 października 1930 w Melbourne) – australijski polityk i żołnierz irlandzkiego pochodzenia. W latach 1904–05 był ministrem obrony Australii. Stanowi stosunkowo rzadki w historii przykład osoby, która najpierw zrobiła karierę polityczną, a dopiero później stała się znaczącym wojskowym.

## Życiorys
Urodził się w Irlandii jako najstarszy z dziesięciorga dzieci prezbiteriańskiego pastora. Był niespełna dwulatkiem, gdy rodzina wyemigrowała do Australii i osiadła w kolonii Wiktoria. W szkole średniej poznał Johna Monasha, z którym blisko współpracował później w wojsku. Podjął studia na University of Melbourne, ale ich nie ukończył. Podjął pracę jako nauczyciel w szkole podstawowej. W 1885 kupił jedną z prywatnych szkół i zajął się jej prowadzeniem, w czym pomagali mu matka i brat. W 1892 powrócił na uczelnię i uzyskał licencjat, a trzy lata później magisterium z matematyki. W 1896 uzyskał drugi licencjat, tym razem z prawa, a w 1897 magisterium z tej samej dziedziny. Od 1895 prowadził praktykę prawniczą, najpierw samodzielnie, a później wraz ze wspólnikiem. W 1896 poślubił katoliczkę, co było wówczas w Australii dość rzadkie - katolicy i protestanci raczej nie tworzyli mieszanych małżeństw.
Równolegle do kariery pedagogicznej i prawniczej, od 1890 zasiadał w radzie dzielnicy Castlemaine w Melbourne. W 1894 został wybrany do Zgromadzenie Ustawodawczego Wiktorii. W 1899 został ministrem edukacji i ceł w rządzie kolonialnym, ale wkrótce potem stracił w wyborach miejsce w parlamencie, głównie ze względu na swoją niechęć do udziału australijskich żołnierzy w II wojnie burskiej. W 1901, zaraz po powstaniu Związku Australijskiego, został wybrany do pierwszego składu Izby Reprezentantów, gdzie zasiadł w ławach Partii Protekcjonistycznej. W 1904 przyjął zaproszenie George’a Reida i, wbrew stanowisku własnej partii, wszedł do jego gabinetu jako minister obrony. W 1905 rząd z jego udziałem upadł, a rok później McCay stracił miejsce w parlamencie, tym samym kończąc poważniejsze zaangażowanie w życie polityczne.
Już od 1884 McCay był żołnierzem rezerwy armii. Taki model służby, łączący normalne życie w cywilu z zadaniami natury wojskowej, był bardzo powszechny w koloniach australijskich, których siły zbrojne bardziej przypominały obywatelskie milicje niż regularne wojsko. W 1900 doszedł do stopnia majora i stanowiska dowódcy regimentu. W grudniu 1907 wznowił swoją karierę w mundurze, po tym jak minister obrony Thomas Ewing mianował go na stopień pułkownika i powierzył mu kierowanie wywiadem wojskowym. Łączył to stanowisko z praktyką adwokacką. W 1913 odszedł z wywiadu i znalazł się wśród oficerów pozostających w dyspozycji armii, lecz niemających przypisanego stałego zajęcia.
Po wybuchu I wojny światowej przez kilkanaście pierwszych dni kierował cenzurą wojskową, po czym został przydzielony do Australijskich Sił Imperialnych (korpusu ekspedycyjnego mającego walczyć w Europie i na Bliskim Wschodzie), gdzie objął komendę nad jedną z brygad piechoty. Wziął udział w bitwie o Gallipoli, gdzie wraz ze swoimi ludźmi wykazał się ogromnym poświęceniem i bohaterstwem, walcząc dosłownie do ostatniej kropli krwi (McCay był jedynym oficerem ze swojego oddziału, który przeżył bitwę, choć i jemu kula wroga zgruchotała kości jednej z nóg). Za swoje zasługi został później odznaczony brytyjskim Krzyżem Towarzyskim Orderu Łaźni oraz francuską Komandorią Legii Honorowej. W czasie jego rekonwalescencji, którą odbywał na Malcie i w Wielkiej Brytanii, w Australii zmarli niemal w tym samym czasie jego żona i ojciec.
Otrzymał kilka miesięcy urlopu w kraju, aby dojść do siebie po tych stratach, po czym powrócił do Europy jako generalny inspektor sił australijskich w stopniu generała. Do jego zadań należał nadzór na rekrutacją żołnierzy oraz raportowanie rządowi Australii o aktualnej sytuacji poszczególnych jednostek. W połowie 1916 został dowódcą australijskiej 5. Dywizji, stacjonującej najpierw w Egipcie, a potem walczącej na froncie zachodnim. W grudniu tego samego roku stracił dowództwo, oficjalnie z powodu zdiagnozowanej u niego neuralgii, a nieoficjalnie z powodu konfliktu z głównodowodzącym siłami australijsko-nowozelandzkimi brytyjskim
generałem Williamem Birdwoodem. Wkrótce potem minister obrony mianował go zwierzchnikiem baz australijskich w Wielkiej Brytanii, gdzie odbywało się szkolenie rekrutów i leczenie rannych. Pomimo prób powrotu do dowodzenia na froncie, pozostał tam do końca wojny. Otrzymał dwa kolejne brytyjskie ordery: Krzyż Komandorski Orderu Św. Michała i Św. Jerzego oraz Order Imperium Brytyjskiego.
W 1919 powrócił do Australii. Pozostał w armii do 1926, w powojennym okresie swojej kariery zajmując się głównie przygotowywaniem planów reformy australijskiego wojska w oparciu o wojenne doświadczenia. Równocześnie pełnił różne stanowiska we władzach stanu Wiktoria, m.in. dowodził specjalnymi siłami policyjnymi w czasie strajku regularnej policji w 1923 roku. Po przejściu na emeryturę przeżył jeszcze cztery lata. W 1930 zdiagnozowano u niego nowotwór. Na krótko przed śmiercią zniszczył całe swoje archiwum. Zmarł 12 października 1930, przeżywszy 65 lat. Na jego życzenie pogrzeb miał charakter cywilny, choć trumnę niosło pięciu prominentnych generałów, w tym Monash. Został pochowany na cmentarzu prezbiteriańskim w Melbourne.